# The Cameraman's Revenge
The cameraman's Revenge, (rus: Месть кинематографического оператора) és una pel·lícula russa d'animació en stop-motion de 1912, pel·lícula curta dirigida i escrita per Wladyslaw Starewicz. Es genera una història a partir d'insectes dissecats que es mouen fotograma a fotograma.

## Argument
La pel·lícula es basa en la col·lisió d'amor de la família Zhukov (escarabats de cérvol), l'artista Usachini (escarabat-escarabat), la llagosta càmera i el ballarí de dansa.

## Stop-motion
Aquesta pel·lícula supera l'efecte de pixilació generat anteriorment en obres de George Méliès o Segundo de Chomón ("The haunted hotel" i L'hotel elèctric), considerant-se la primera peça cinematogràfica creada en stop-motion. La diferència radica en el fet que Starevicz tractava i manipulava els seus personatges per a poder ser animats posteriorment. Pot considerar-se aquesta pel·lícula com una de les influències de Willis O’Brien per crear "The lost world" el 1925.